# 清河七良
清河 七良（きよかわ しちりょう、1915年〈大正4年〉2月10日 - 2004年〈平成16年〉8月24日）は、日本の政治家。富山県松倉村長および魚津市長を歴任。位階は従四位。

## 経歴
1915年2月10日、朝鮮半島の鎮海にて、池上家の七人兄弟姉妹の6番目の子供として生を受ける。1928年3月に鎮海尋常高等小学校卒業、1933年3月に釜山公立中学校卒業。1936年3月15日に立命館大学専門部文科を卒業。
1936年9月4日、富山県下新川郡松倉村北山の旅館業『仁右衛門家』を営む清河家（母方の実家）の清河さきと養子縁組をし、美智子と結婚。同年12月16日から1940年6月30日まで富山県中新川郡早月加積尋常高等小学校に代用教員として勤務し、続いて同年6月30日から1941年3月29日まで富山県公立青年学校教諭となり、下新川郡魚津青年学校に勤務。さらに同年3月30日からは、魚津実業学校に教諭として勤務していた。
太平洋戦争中の1944年8月3日に臨時召集により歩兵第69連隊補充隊に二等兵として入隊し、同年秋にシンガポールに出征し、現地で野戦砲第94連隊の上等兵として1945年1月1日より所属、そこで終戦を迎えた。その後捕虜を経て、1947年12月2日に日本へ引き揚げた。その後1948年に魚津実業学校に復職した。
1948年5月25日 - 1952年3月31日までは松倉村の村長を務めた。魚津市が市制施行した1952年4月1日以降は事務吏員となり、秘書人事課長（八課所属）となった。1953年10月17日には庶務課長となり、秘書人事課長を兼務する。
1957年7月1日に魚津市の収入役、1960年12月28日日に同市の助役に選任され、1972年4月23日の魚津市長選挙で初当選を果たし、同年5月10日以降1992年5月9日の退任まで魚津市長を歴任した。
この他、私財を投じて特別養護老人ホーム『新川ヴィーラ』を開設（1976年）した他、、魚津病院を運営する七徳会の代表となる（1984年9月11日）など設立にも尽力した。
2004年8月26日に魚津病院にて逝去、享年89歳。死没日付をもって正四位に叙され、同年10月12日、新川文化ホールでお別れの会が開催された。

## 受賞歴
- 自治大臣表彰（1954年10月1日、魚津区域の町村合併を推進し魚津市誕生に尽力したことによる）[6]
- 藍綬褒章（1976年9月29日、自治功労による）[13]
- 勲三等瑞宝章（1992年）[3]